# Badania kliniczne wyrobów medycznych
Badania kliniczne wyrobów medycznych – badanie eksperymentalne z udziałem ludzi, mające na celu sprawdzenie skuteczności i bezpieczeństwa badanego wyrobu, najczęściej prowadzone na potrzeby dopuszczenia wyrobu do obrotu i oznakowaniu go znakiem CE.

## Podstawowe regulacje prawne w Polsce dla badań klinicznych wyrobów medycznych
- Ustawa z dnia 7 kwietnia 2022 r. o wyrobach medycznych (Dz.U. z 2024 r. poz. 1620);
- Ustawa z dnia 6 września 2001 r. Prawo farmaceutyczne (Dz.U. z 2021 r. poz. 1977);
- Norma ISO 14155 (2003-E) – Badania kliniczne wyrobów medycznych przeznaczonych dla ludzi:
  - Wymagania zasadnicze (26/02/2003)[1]
  - Plan badania klinicznego (15/05/2003)[2]